# Самарија (древни град)
Самарија или Шомрон (хебр. שומרון []) је антички град у Палестини, по којем се назива и северни део античке израелске државе. Данас је село Сабастија (Sabastīyah) у модерној Палестини. Град је основан око 925. пре н.е, а после поделе Соломонове државе био је престоница северног Израела (Краљевине Самарије) у периоду од 920. или 876. до 721. пре н.е.

## Историја

### Успон и пад Израиља
По предању сачуваном у Библији, град је основао шести цар независног Израиља Амрије (876-869. пре н.е), како би створио нову престоницу уместо Јерусалима, који је остао у Јудеји. Врхунац развоја и напретка град је доживео за време цара Јеровоама II (786-746. пре.н.е), о чему сведоче остаци раскошних грађевина и слоноваче на археолошким налазиштима у Самарији, као и прекори грађанима Самарије због луксузног живота, сачувани у Библији - Књига пророка Амоса. Самарија је била јака тврђава са казаматираним зидинама. Асирски краљ Саргон II освојио је Самарију 721. пре н.е. после двогодишње опсаде, разорио град и отерао читаво становништво у ропство (по асирским изворима било је чак 27.000 заробљеника). Пад Самарије означио је и крај северне јеврејске државе, краљевства Израиљ.

### Каснија обнова и опадање
Самарија је обновљена као македонска колонија 331. пре н.е, а 107. пре н.е. поново ју је разорио израелски првосвештеник и владар Хиркан (135-104. пре н.е). Обновљена је под краљем Иродом (73. пре н.е), који је подигао нове зидине. Достигла је пуни процват под влашћу Рима (71. пре н.е - 395), да би под Византинцима (395-636) почела да опада. За владе Арабљана (636-1009) постала је безначајно село.